# Delamarella obscura
Delamarella obscura is een eenoogkreeftjessoort uit de familie van de Latiremidae. De wetenschappelijke naam van de soort is voor het eerst geldig gepubliceerd in 2005 door Huys, Karaytug & Cottarelli.